# Iniezione diretta
L'iniezione diretta è un sistema di alimentazione che permette di immettere il combustibile, sotto forma di getto finemente nebulizzato da un iniettore, direttamente nella camera di combustione dei motori a combustione interna.
Questo sistema di alimentazione del carburante può essere utilizzato sia nei motori ad accensione spontanea (motori Diesel), sia nei motori ad accensione comandata (motori alimentati a benzina).

## Storia

Schemi principali per l'iniezione diretta nei motori Diesel

L'iniezione diretta ha avuto un forte incentivo in Germania nei motori d'aviazione, per poi nel 1937 essere impiegata di serie tanto dalla Junkers quanto da Daimler-Benz e BMW.
Nel periodo post-bellico, in ambito automobilistico ha visto l'impiego su un paio di utilitarie tedesche con motore a due tempi (la Goliath e Gutbrod) e le Mercedes-Benz W196 di Formula 1, 300 SLR per le gare delle vetture Sport e 300 SL di serie degli anni cinquanta.
Negli anni successivi, il motore a iniezione diretta benzina ha trovato l'interesse dell'industria automobilistica giapponese che aveva come scopo ultimo la creazione di una vettura senza il corpo farfallato, ma controllato a carica stratificata. Questo metodo di controllo permetteva di aumentare molto il rendimento, ma era inattuabile dal punto di vista commerciale per via del difficile avviamento a freddo e della mancanza di un controllo EGR.
Motori GDI benzina (Gasoline Direct Injection) sono a oggi in produzione presso molteplici case automobilistiche ma includono tutte un corpo farfallato svincolato dal pedale acceleratore (controllato dalla ECU) che permette il controllo delle dinamiche EGR e dell'avviamento a freddo anche a basse temperature.
I motori Diesel sono gradualmente passati dall'iniezione in una precamera che permetteva la miscelazione e la turbolenza necessaria per avere una combustione stabile all'iniezione diretta prima meccanica e poi elettronica per arrivare ai più avanzati sistemi Common Rail ad altissima pressione e alto costo.

## Motori ad accensione spontanea
Nei Diesel, si evita di passare per la precamera con le cosiddette "candelette" (una resistenza elettrica atta a riscaldare la precamera stessa). Ciò è reso possibile negli ultimi anni sulle autovetture dai miglioramenti nella gestione dell'iniezione grazie all'elettronica, e quindi al fatto che la rumorosità viene contenuta rispetto ai motori a iniezione diretta meccanica.

## Motori ad accensione comandata
Nei motori ad accensione comandata questo sistema permette una gestione molto elastica dell'alimentazione del combustibile e comporta alcuni vantaggi rispetto all'iniezione indiretta e all'alimentazione a carburatore, in termini di consumi del combustibile, inquinamento e prestazioni.

### Funzionamento e vantaggi

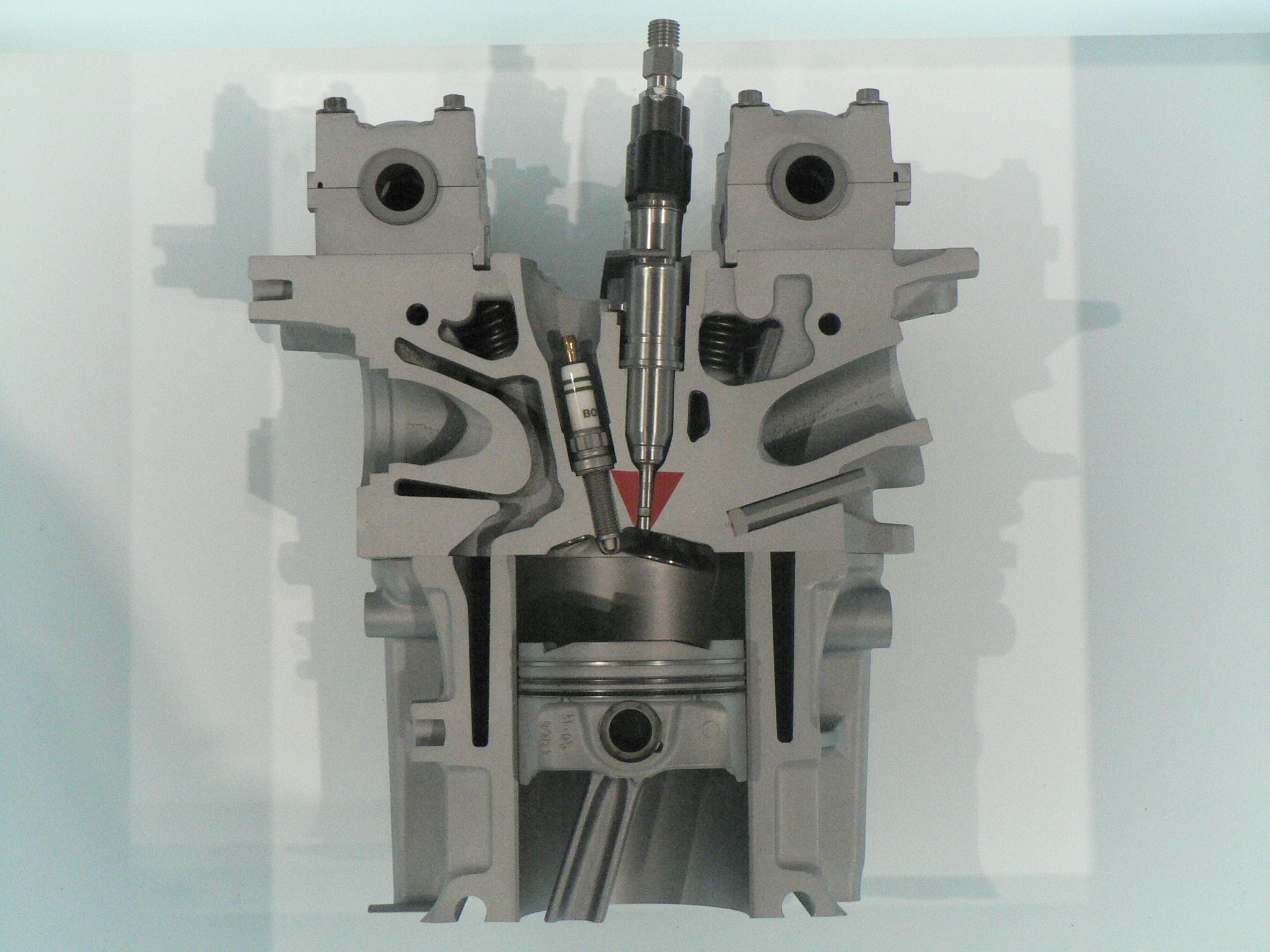
Spaccato di un motore BMW a benzina; notare la candela inclinata a sinistra al cui fianco c'è l'iniettore, che agendo "direttamente" nella camera di combustione, costituisce l'iniezione diretta

Grazie all'iniezione diretta di benzina è possibile in alcune situazioni, ad esempio a velocità costante con poco carico acceleratore, alimentare il motore con miscela aria/combustibile non stechiometrica, nella fattispecie con miscela molto magra, vale a dire con rapporto aria/carburante che può superare anche di molto 20/1 in luogo di circa 15/1 dei tradizionali motori a benzina. Questo funzionamento può essere assicurato grazie alla creazione di una miscela stechiometrica solo localmente, vicino alla candela, in modo da permettere alla combustione di partire anche in un ambiente molto magro.
I vantaggi dell'adozione dell'iniezione diretta di benzina sono molteplici:
- Un sensibile miglioramento del rendimento indicato del motore nel funzionamento a carica stratificata: immettendo tutta l'aria all'interno del cilindro senza passare per la perdita di carico del corpo farfallato si riducono le perdite per pompaggio e quindi produciamo meno lavoro negativo.
- Un aumento dell'anticipo di accensione consente di far salire il rendimento di ciclo indicato del motore, un miglioramento del rendimento termodinamico e soprattutto, fatto fondamentale per i motori turbo, una richiesta ottanica di gran lunga inferiore rispetto a un motore PFI (Port Fuel Injection) che non sono a iniezione indiretta.
- Iniettando benzina più fredda all'interno della camera si riesce a raffreddare la camera di combustione riducendo la tendenza all'autodetonazione.
- Il controllo della stechiometria della miscela risulta maggiormente accurato perché una volta chiusa la valvola di aspirazione si ha la sicurezza che la massa di aria non si alteri e si può iniettare sempre la corretta quantità di carburante necessaria.

### Svantaggi
Vi sono anche alcuni svantaggi alle applicazioni a iniezione diretta:
- Dal punto di vista costruttivo gli iniettori per l'iniezione diretta di benzina presentano problemi maggiori di quelli che utilizzano gasolio, per via delle difficoltà nella lubrificazione delle parti in moto all'interno dell'iniettore. Il gasolio infatti per la sua composizione chimica è in grado di provvedere autonomamente alla lubrificazione permettendo di raggiungere senza problemi i 1500-2000 bar, la benzina invece non ha questa proprietà e le pressioni sono attualmente limitate attorno ai 120 bar[2] o 200 bar[3].
- Lavorando con una carica stratificata magra non si riesce a ridurre gli ossidi di azoto NOx nel catalizzatore trivalente (che funziona solo con miscela stechiometrica) e si deve predisporre un sistema che li intrappoli e che venga poi rigenerato con una miscela grassa ogni intervallo predefinito di tempo. Per i Diesel Euro 6 viene utilizzato un sistema SCR che funziona a iniezione di urea (AdBlue).
- Iniettando direttamente in camera di combustione si ha meno tempo per far evaporare il carburante.
- Si deve predisporre un accurato controllo della fase di iniezione per evitare il bagnamento del pistone e il conseguente picco di idrocarburi incombusti dovuti alla massa liquida presente in camera.

### Accensione
Per garantire l'accensione e la successiva propagazione della combustione si deve avere nell'intorno della candela una miscela a rapporto stechiometrico, mentre nel resto della camera di combustione il rapporto α può variare. Questa situazione è detta carica stratificata, perché si hanno nello stesso momento all'interno della camera di combustione strati di miscela aria combustibile con diversi rapporti α.

### NOx
La formazione degli NOx è causata dalle alte temperature che si sviluppano nei cilindri. Per prevenire questo fenomeno, si utilizza una strategia di ricircolo dei gas esausti (EGR). I gas combusti vengono utilizzati come gas inerti e immessi in camera di combustione insieme all'aria di alimentazione, al fine di evitare un eccesso di ossigeno e la conseguente formazione di NOx.
In aggiunta, all'uscita del sistema di scarico dotato di catalizzatore a tre vie, è fondamentale l'impiego di una sonda lambda specifica per la rilevazione dell'ossigeno, che consente alla centralina elettronica di rilevare l'effettiva stechiometria di funzionamento del motore e di regolare in retroazione la gestione e la strategia di alimentazione.